# Samuel Sandel
Samuel Sandel, efter adlandet 1772 Sandels, född den 14 december 1724 i Hedemora, död 28 mars 1784, var en svensk bruksägare och bergsråd.

## Biografi
Sandel härstammade från prästsläkten Sandel. Hans far Anders Sandel, född på Hållnäs prästgård, var först kyrkoherde i Amerika där han träffade sin hustru, Samuel Sandels mor, Maria Dalbo vars mor tillhörde släkten Rambo, kända plantageägare i Pennsylvania. 
Sandel föddes i Hedemora, där hans far fått tjänst som kyrkoherde efter att de återvänt till Sverige, och studerade vid Uppsala universitet, först teologi men senare kemi. Han anställdes 1746 vid Bergskollegium, blev notarie där 1750, sekreterare 1756, och assessor 1759. Han utnämndes till e.o. bergsråd 1762 och hans huvudsakliga ansvarsområde blev Falu bergslag, där han förbättrade gruvdriften och smältningsprocessen. Han sökte avsked 1778, men nekades detta av Kungl. Maj:t, varefter han fick bergsråds lön 1779.
Från 1769 var han fullmäktig i Järnkontoret och deltog i en mängd viktiga arbeten för statens och bergslagens räkning. Han var den förste som framställde planen till Strömsholms kanal samt verkställde avvägningar och uppgjorde kartor för den. Han upprensade strömdraget mellan Mälaren och Saltsjön genom Södertälje. Han invaldes i Vetenskapsakademien 1770 och utgav bl.a. Anmärkningar öfver finansverket och statsbristen (1765), Om varupris och arbetslöners reglerande (1767).
Sandel gifte sig 1753 med Catharina Elisabet Brandt, dotter till Georg Brandt, och blev far till Benjamin och Johan August Sandels. På 1770-talet lät han bygga om malmgården Ingemarshof efter franskt mönster.